# Thomisus natalensis
Thomisus natalensis är en spindelart som beskrevs av Lawrence 1942. Thomisus natalensis ingår i släktet Thomisus och familjen krabbspindlar. Inga underarter finns listade i Catalogue of Life.